# Diphucephala edwardsi
Diphucephala edwardsi är en skalbaggsart som beskrevs av Waterhouse 1837. Diphucephala edwardsi ingår i släktet Diphucephala och familjen Melolonthidae. Inga underarter finns listade i Catalogue of Life.